# Sandouny

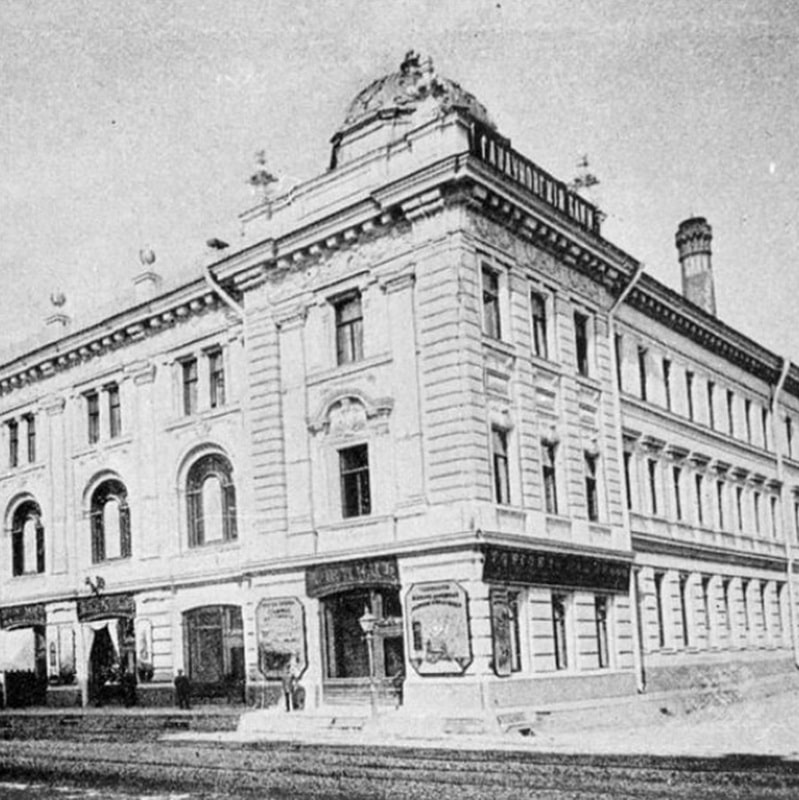
Sandouny, bains publics, photo historique

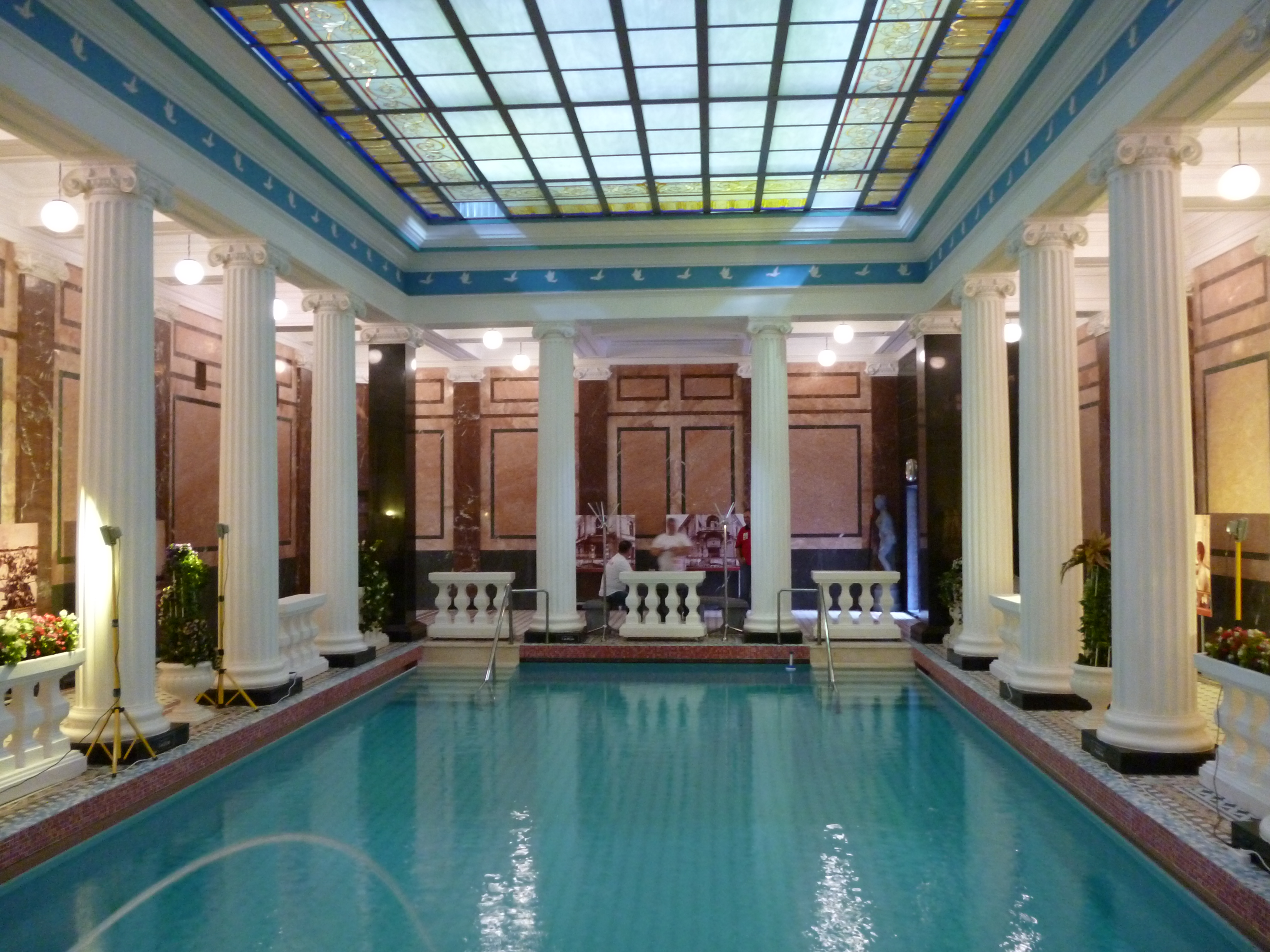

Sandouny (en russe : Сандуны), ou les Bains Sandounovskie (en russe : Сандуновские бани), est l’un des banyas le plus ancien et le plus prestigieux de Moscou. Il est réputé pour son intérieur unique : il y a une salle principale ainsi que treize autres pièces décorées selon un style inspiré des architectures russe, grecque et turque.
Il dispose de sections séparées pour les hommes et les femmes, ainsi que de salles privées, de salles de massages, de comptoirs de beauté et d’une buanderie.
Le tarif d’entrée se situe entre 350 et 700 roubles par personne (pour une journée). Il est aussi possible de louer une salle privée pour environ 1000 roubles de l'heure.
Sandouny se situe au 14/3-7 rue Neglinnaïa (ул.Неглинная, д.14, стр.3-7), au centre-ville de Moscou. La station de métro la plus près est Kouznetski Most (Кузнецкий мост).
Les heures d’ouverture sont du mardi au dimanche de 8h00 à 22h00 (la billetterie ferme à 20h00).